# Saint-Julien-sur-Cher
Saint-Julien-sur-Cher település Franciaországban, Loir-et-Cher megyében. Lakosainak száma 756 fő (2022. január 1.). Saint-Julien-sur-Cher La Chapelle-Montmartin, Langon-sur-Cher, Saint-Loup és Villefranche-sur-Cher községekkel határos.

## Népesség
A település népessége az elmúlt években az alábbi módon változott:
| Lakosok száma | 403  | 553  | 627  | 737  | 769  | 772  | 768  | 764  | 764  | 756  |
|               | 1968 | 1982 | 1990 | 2006 | 2013 | 2015 | 2017 | 2019 | 2020 | 2022 |